# Johann Friedrich Reichardt
Pour les articles homonymes, voir Reichardt.
Johann Friedrich Reichardt, né à Königsberg le 25 novembre 1752 et mort à Giebichenstein (arrondissement de Halle) le 27 juin 1814, est un compositeur et critique prussien, membre de la seconde école de Berlin,.

## Biographie
Fils du musicien Johann Reichardt, Johann Friedrich Reichardt est, dès l'enfance, initié à la musique, en particulier au violon. À l'âge de dix ans, il entreprend en compagnie de son père une tournée de concerts d'« enfant prodige » dans toute la Prusse-Orientale. Il étudie la philosophie à Leipzig de 1769 à 1771. Après avoir offert son opéra La feste galanti à Frédéric II de Prusse, il est nommé, en 1775, maître de chapelle de la cour de Prusse, un poste précédemment détenu par Carl Heinrich Graun. En 1777, il épouse la chanteuse, pianiste et compositrice de lieder Juliane Benda (née le 14 mai 1752 à Potsdam et morte le 9 mai 1783 à Berlin), fille de Franz Benda.
Partisan des idéaux politiques de la Révolution française, il rédige en 1792 ses Vertrauten Briefe (littéralement : Lettres intimes) qui lui valent d'être congédié de la Cour sans salaire. Il vit un temps à Hambourg, où il collabore au journal Frankreich. En 1796, on lui pardonne ses incartades et il obtient un poste de directeur d'une mine de sel, mais il continue à composer des opéras et se rend à Berlin pour assister aux premières. C'est dans cette ville que sa femme meurt prématurément en 1783.
Après la mort de sa femme, Reichardt séjourne en Italie. Sur le chemin du retour, il s'arrête à Vienne où il rencontre l'empereur Joseph II et le compositeur Christoph Willibald Gluck. À partir de 1786, il développe des relations étroites avec Goethe, Herder, Schiller et Hamann.
Un voyage à Paris en 1802 amoindrit grandement sa fascination pour les politiques français : il devient même un adversaire de Napoléon Ier. Quatre ans plus tard, son manoir est pillé par les troupes françaises et il doit fuir à Dantzig où il participe au combat patriotique pour la liberté. En dépit de l'hostilité du compositeur envers les Français, Jérôme Bonaparte, le frère de Napoléon, alors installé à Cassel, permet à Reichardt d'obtenir en 1807, pendant neuf mois, le poste de directeur du théâtre de la ville.
En novembre 1809, Reichardt se rend à Vienne en quête de succès. Après avoir entendu la musique de Haydn, Mozart et Beethoven, il marque un penchant pour le classicisme viennois. Cependant, il revient bientôt à Giebichenstein où il meurt seul, d'une maladie gastrique. Ses œuvres scéniques furent rapidement oubliées après sa mort, mais ses Lieder et Ballads im Volkston strophiques (de style folklorique) connurent une popularité considérable tout au long du XIXe siècle, avec l'aide du mouvement Wandervogel.
Il est l'éditeur du journal Deutschland dans lequel Friedrich Schlegel publie des recensions.

## Œuvres
De son vivant, et même après sa mort, Reichardt conserve une réputation d'excellent compositeur pour la voix. On lui doit plus de 1500 lieder, sur des textes de près de 125 poètes, qui ont marqué le jeune Franz Schubert. Plusieurs de ses lieder choisissent des textes de Goethe, mais il a aussi mis en musique 49 lieder sur des poèmes de Johann Gottfried Herder.
Il est aussi connu pour ses nombreux singspiel, dont Die Geisterinsel (en) (1798), ainsi que ses opéras et ses opérettes.

## Discographie
- Erwin und Elmire (singspiel) - Simone Kermes, soprano (Elmire), Johanna Stojkovic, soprano (Rosa) ; Jörg Dürmüller, ténor (Erwin) ; Michael Kupfer, baryton (Valerio) ; Cappella Coloniensis, dir. Andreas Spering (24 août-1er septembre 1999, 2 CD CPO 999 860-2) (OCLC 882800701)
- Die Geisterinsel (singspiel) - Ulrike Staude, Romelia Lichtenstein, Markus Schäfer, Ekkehard Abele, Jörg Hempel, Barbara Hannigan, Tom Sol ; Rheinische Kantorei, Das Kleine Konzert, dir. Hermann Max (2017, 2 CD CPO) (OCLC 1035489250)